# Köptingsfrid
Köptingsfrid, även kallad marknadsfrid, gällde på samma sätt som övriga fridslagar under viss tid i detta fall medan en marknad pågick.
De som bevistade marknaden skulle vara fredade.
I preventivt syfte utdömdes dubbla böter för mord och dråp som begicks på en marknad. Sådant brott kallades fridsbrott
Ofta betydde friden även att man under den tid frid rådde var fri från lagsökningar det vill säga inte kunde delges till exempel av en stämningsansökan.

## Jämför
- Julfrid
- Påskfrid